# Al·legoria de l'Amor, Cupido i Psique
Al·legoria de l'Amor, Cupido i Psique és un quadre de Francisco de Goya pintat el 1798-1805 que actualment forma part de la col·lecció permanent del Museu Nacional d'Art de Catalunya.
L'escena s'associa amb la història de Cupido i Psique, immortalitzada per les «Metamorfosis» de Luci Appuleu, on el déu de l'atracció sexual s'enamora de Psique, i la visita sempre a la nit, per ocultar la seva identitat. Una al·legoria de l'amor amb regust eròtic que segueix la mateixa composició que l'obra «Tarquini i Lucrècia» de Tiziano, que estava a les col·leccions reials espanyoles des de 1571 i que ara es conserva al Museu Fitzwilliam de Cambridge. S'han assenyalat els paral·lelismes entre la model femenina que personifica a Psique i la que va posar per a les dues «Majas» de Goya, així com amb María Gabriela Palafox y Portocarrero, marquesa de Lazán, pintada per Goya l'any 1804.